# Patric Karlsson
Patric Karlsson (9 novembre 1967) è un ex calciatore svedese, di ruolo centrocampista.

## Carriera

### Club
Karlsson cominciò la carriera con la maglia dell'IFK Eskilstuna, per poi passare in prestito al Verdandi. Tornato all'Eskilstuna, giocò successivamente all'IFK Luleå, prima di lasciare la Svezia.
Fu infatti ingaggiato dai norvegesi del Lillestrøm, per cui debuttò nella Tippeligaen in data 2 maggio 1993, nella sconfitta per 1-0 contro il Viking. Il 20 maggio realizzò la prima rete, nel 2-1 inflitto al Brann. Nel corso del 1994, si trasferì al Vålerengen, esordendo il 14 agosto: fu titolare nel successo per 3-2 sullo HamKam, in cui trovò anche la via del gol.
Tornò poi in patria, per giocare nel Norrköping prima e nell'Örgryte poi. Vestì la casacca dei greci dell'Olympiakos Volou, per poi trasferirsi all'Häcken e all'Örgryte. Nel 1997, tornò in Norvegia, venendo ingaggiato dal Tromsø. Il primo incontro per questo club fu datato 4 maggio, andando anche in rete nella vittoria per 2-1 sul Bodø/Glimt. Conclusa quest'avventura, firmò per lo Häcken e chiuse la carriera, nel 2001, all'Eskilstuna City.